# The Tempest (film 2010)
The Tempest è un film del 2010 diretto da Julie Taymor.
Ha chiuso la 67ª mostra del cinema di Venezia, ma non è stato distribuito nelle sale italiane.

## Trama
Il film è una trasposizione cinematografica della nota opera teatrale La tempesta di Shakespeare, a cui Taymor ha apportato alcune modifiche. Difatti, nella sua trasposizione, il protagonista Prospero è invece una donna, Prospera, interpretata da Helen Mirren.

## Produzione
Nel cast troviamo tra gli altri anche Alfred Molina, già al lavoro con Taymor nel film ispirato alla vita di Frida Kahlo, Alan Cumming, che ha interpretato Saturnino, il cattivo imperatore di Titus altro lavoro della regista, e Ben Whishaw che interpreterà l'evanescente spirito Ariel.